# Dictyna andesiana
Dictyna andesiana là một loài nhện trong họ Dictynidae.
Loài này thuộc chi Dictyna. Dictyna andesiana được Lucien Berland miêu tả năm 1913.